# 吉本健吾
吉本 健吾（よしもと けんご）は、俳優・演技トレーナー。大阪府出身。

## 来歴・人物
17歳の時に、舞夢プロに属し、俳優として活動。これまで200本以上もの作品に出演してきた。22歳で退所して塩田憲義に師事し、フリーで俳優・演技トレーナーになる。
近年では、岡本貴也が脚本・演出、高岡奏輔主演の舞台作品「悪」の演出助手を務める。

## 舞台
- 「人質になった人たちR」作：永冨義人
- 「わが町」作：ソーントン・ワイルダー
- 「隠人」演劇集団芝居小舎　作：ゆいきょうじ
- 「星ふるよるに」作：浜崎ヨーイチ

## テレビドラマ
- 連続テレビ小説（NHK）
- 純と愛（2012年4月-9月) -新入りホテルマン 役
- ごちそうさん（2013年9月-2014年3月）-酔っ払い 役
- オリンピックの身代金（2013年、テレビ朝日）-デモ隊リーダー 役

## CM
- 熱中飴（2012年、井関食品）
- 関西国際大学（2013年）